# Detroit Beach
Detroit Beach – jednostka osadnicza w Stanach Zjednoczonych, w stanie Michigan, w hrabstwie Monroe.